# Schwindegg
Schwindegg település Németországban, azon belül Bajorországban. Lakosainak száma 3659 fő (2023. december 31.). Schwindegg Ampfing, Rattenkirchen, Obertaufkirchen, Dorfen és Buchbach községekkel határos.

## Népesség
A település népessége az elmúlt években az alábbi módon változott:
| Lakosok száma | 687  | 1156 | 1965 | 3422 | 3455 | 3446 | 3532 | 3584 | 3645 | 3659 |
|               | 1875 | 1950 | 1975 | 2010 | 2012 | 2013 | 2015 | 2017 | 2021 | 2023 |